# Zhang Hongfan
Dans ce nom, le nom de famille, Zhang, précède le nom personnel Hongfan.
Zhang Hongfan (chinois : 张弘範 ; pinyin : Zhāng Hóngfàn ; Wade : Chang Hung-fan) (1238–1280) était un général chinois de l'Empire mongol (après la dynastie Yuan) en Chine. En tant que commandant de l'armée et de la marine mongole, il détruit les Song du Sud en écrasant la dernière résistance Song lors de la bataille de Yamen en 1279. Il est également connu pour avoir capturé le loyaliste Song Wen Tianxiang (1236-1283).
Bien que certains livres postérieurs prétendent que Zhang était un traître qui s'est retourné contre la dynastie Song, ceci n'est pas historiquement exact. Zhang n'a jamais fait partie de la dynastie Song. Certains historiens prétendent même que Zhang avait des relations avec Zhang Shijie, un général Song qui se noya dans la bataille contre les Mongols.
Deng Guangjian, un partisan de Wen Tianxiang, était le tuteur de la famille de Zhang Hongfan, après qu'il l'eut secouru à la suite d'une tentative de noyade au cours de la bataille de Yamen. dans la biographie de Wen Tianxiang, Deng Guangjian décrit Zhang Hongfan comme courtois et amical envers Wen après sa capture. Sur son lit de mort, Zhang plaide avec l'Empereur Yuan Kubilai Khan pour épargner la vie de Wen Tianxiang. En plus de ces descriptions dans la biographie de Wen, Deng écrit également une préface à diverses compilations des travaux de Zhang.